# Generalni direktor policije (Slovenija)
Generalni direktor policije je najvišji policijski funkcionar v Sloveniji, ki skrbi za strokovno vodenje slovenske Policije in je neposredno podrejen ministru za notranje zadeve Slovenije.

## Imenovanje
Po trenutni zakonodaji in pravilih minister za notranje zadeve izbere generalnega direktorja policije na podlagi prijavnega razpisa. Februarja 2009 je ministrica Katarina Kresal napovedala spremembo teh pravil, tako da bi lahko minister neposredno imenovan generalnega direktorja; ministrov izbor bi nato potrdila še Vlada Republike Slovenije.

## Seznam
- Borut Likar (1. avgust 1998–4. februar 1999)
- Andrej Podvršič (1. marec 1999–15. junij 2000)
- Marko Pogorevc (16. junij 2000–14. januar 2003)
- Darko Anželj (15. januar 2003–7. april 2005)
- Bojan Potočnik (v. d.; 7. april 2005–1. julij 2005)
- Jože Romšek (1. julij 2005–8. januar 2009)
- Matjaž Šinkovec (v. d.; 8. januar 2009–19. februar 2009)
- Janko Goršek  (v. d.; 19. februar 2009–30. september 2012 )[3]
- Stanislav Veniger  (18. oktober 2012–29. oktober 2014)
- Marjan Fank   (v. d.; 2. november 2014–5. januar 2018)[4]
- Simon Velički (6. januar 2018–11. december 2018)[5]
- Tatjana Bobnar (12. december 2018–13. marec 2020)[6]
- Anton Travner (v. d. 14. marec 2020–12. junij 2020; 12. junij 2020–30. junij 2020)
- Andrej Jurič (v. d.; 1. julij 2020–29. januar 2021)[7]
- Anton Olaj (29. januar 2021–2. junij 2022)
- Boštjan Lindav (v. d.; 2. junij 2022– 23. februar 2023)[8]
- Senad Jušić (v. d.; 23. februar 2023-7. september 2023)
- Senad Jušić (7. september 2023-danes)